# Lijst van Nederlandse medaillewinnaars op de Europese kampioenschappen veldlopen
Dit is een lijst van Nederlandse medaillewinnaars op de Europese kampioenschappen veldlopen atletiek.
- Gert-Jan Liefers – mannen U20 – 5400 m (15.45)  – Oeiras 1997
- Lornah Kiplagat – vrouwen – 6500 m (19.55) – Tilburg 2005
- Hilda Kibet – vrouwen – 8000 m (27.45) – Brussel 2008
- Susan Kuijken – vrouwen U23 – 6000 m (21.02) - Brussel 2008
- Sifan Hassan – vrouwen U23 – 6000 m (19.40) - Belgrado 2013
- Sifan Hassan - vrouwen - 8000 m (25.47) - Hyeres 2015
- Susan Krumins-Kuijken, Jip Vastenburg, Maureen Koster, Julia van Velthoven, Jill Holterman - vrouwen landenklassement - 8300 m (4e, 5e, 11e, 21e, 68e) - Tilburg 2018
- Jasmijn Lau, Jasmijn Bakker, Diane van Es, Famke Heinst - vrouwen U23 landenklassement - 6225 m (2e, 4e, 11e, DNF) - Lissabon 2019

Zilver 
- Kamiel Maase – mannen – 9125 m (28.05) – Thun 2001
- Adriënne Herzog – vrouwen U23 – 6700 m (22.37) – Toro 2007
- Jip Vastenburg - vrouwen U23 - 6000 m (19.46) - Hyeres 2015
- Jasmijn Lau, Famke Heinst, Roos Blokhuis, Diane van Es, Jasmijn Bakker, Anna Hightower - vrouwen U20 landenklassement - 4300 m (4e, 10e, 14e, 29e, 40e, 51e) - Tilburg 2018
- Jasmijn Lau - vrouwen U23 - 6225 m (21.09) - Lissabon 2019

Brons 
- Susan Kuijken – vrouwen U20 – 4380 m (15.33) – Tilburg 2005
- Adriënne Herzog – vrouwen – 8018 m (28.04) – Dublin 2009
- Adriënne Herzog – vrouwen – 8050 m (27.48) – Boedapest 2012
- Sifan Hassan, Maureen Koster, Irene van Lieshout, Marlin van Hal – vrouwen U23 landenklassement – 6000 m (1e, 14e, 23e, 32e) – Belgrado 2013
- Jasmijn Lau, Veerle Bakker, Merel van der Marel, Jasmijn Bakker - vrouwen U20 landenklassement - 4150 m (5e, 13e, 23e, 30e) - Chia 2016